# Digitaal paspoort
Met een digitaal paspoort kan men toegang krijgen tot bepaalde websites op het internet, zoals elektronische databases en webdiensten. Het is dan niet meer nodig om gebruik te maken van verschillende gebruikersnamen en wachtwoorden.
Een digitaal paspoort wordt ook gebruikt op chatsites, soms om te zorgen dat mensen je beter leren kennen en soms voor beveiliging.
Een Brits bedrijf vond in augustus 2006 ook een soort digitaal paspoort uit, die een Virtuele ID-kaart wordt genoemd. Deze kaart helpt pedofielen uit de deur te houden en is bestemd voor kinderen en jongeren die op chatsites chatten met onbekenden.
Tegenwoordig kan men bij de gemeente een DigiD aanvragen om bijvoorbeeld de belasting via het internet te betalen.
Het nieuwe Nederlands paspoort, dat sinds 26 augustus 2006 biometrische kenmerken bevat en in 2009 ook vingerafdrukken krijgt, wordt een digitaal paspoort genoemd.